# Poa pratensis
Poa pratensis là một loài cỏ trong họ hòa thảo, thuộc chi poa.

## Hình ảnh

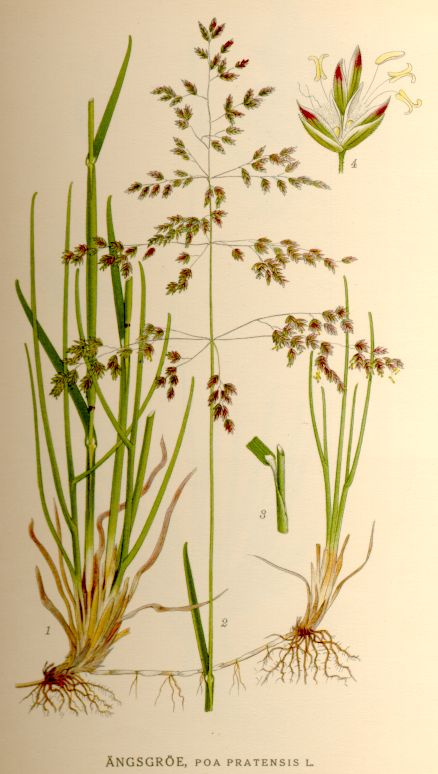
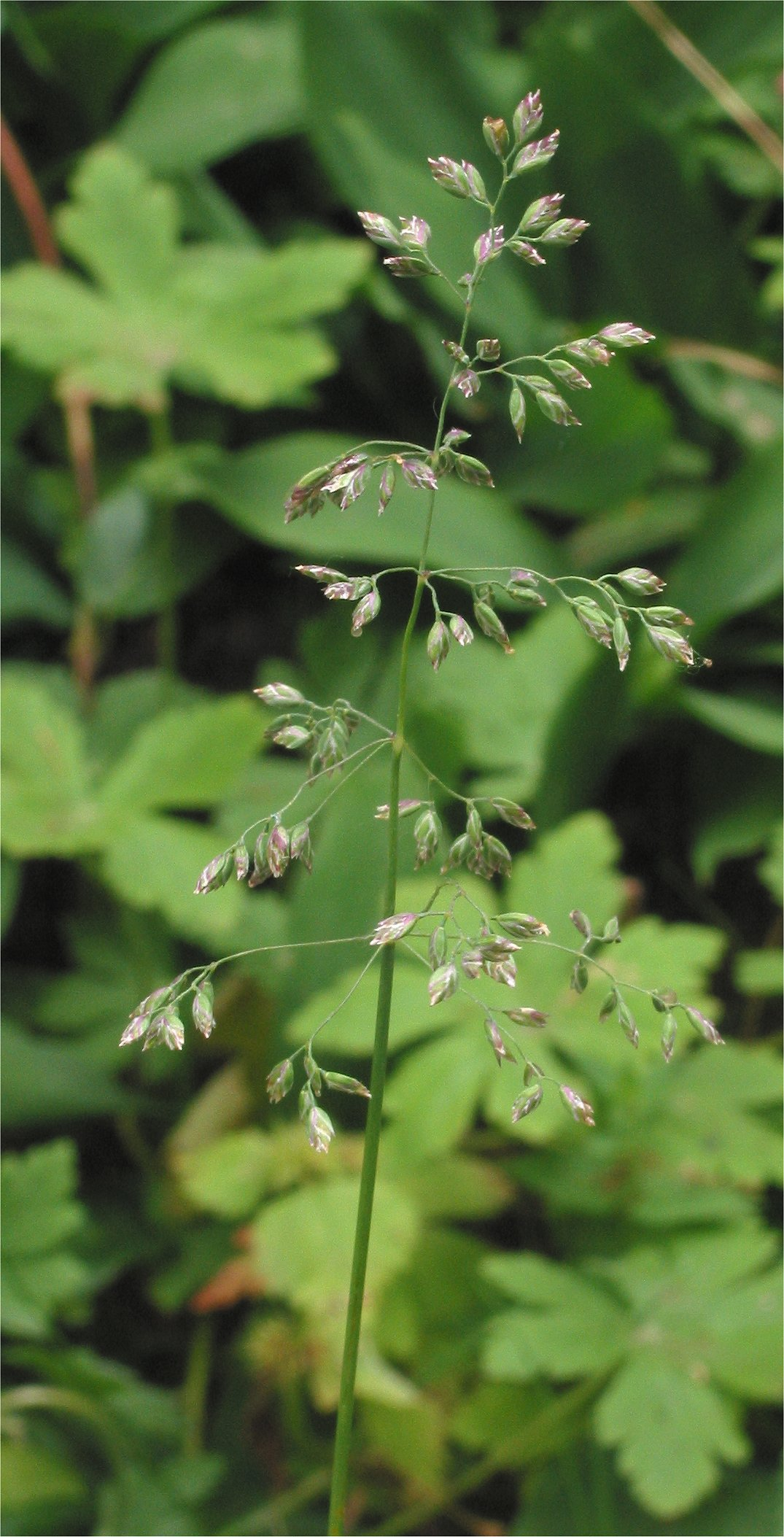
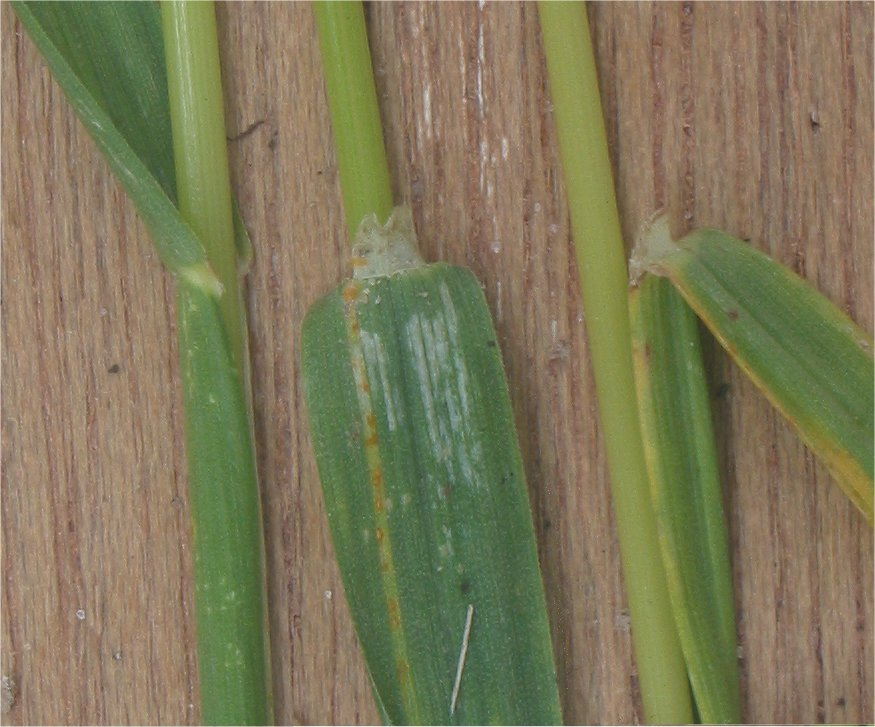
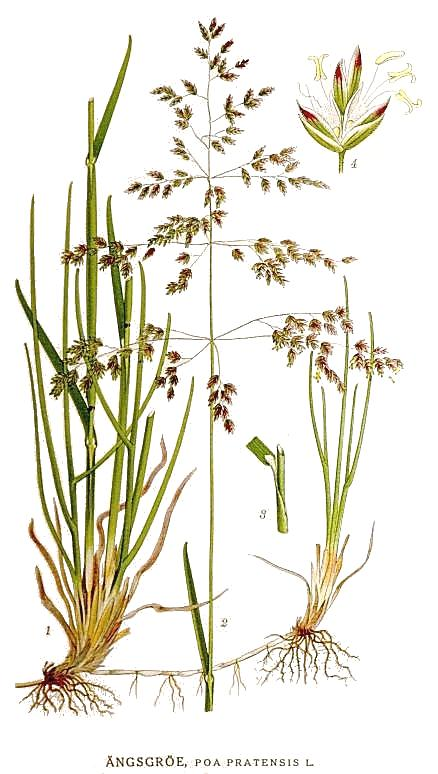